# Cadiers odlingar

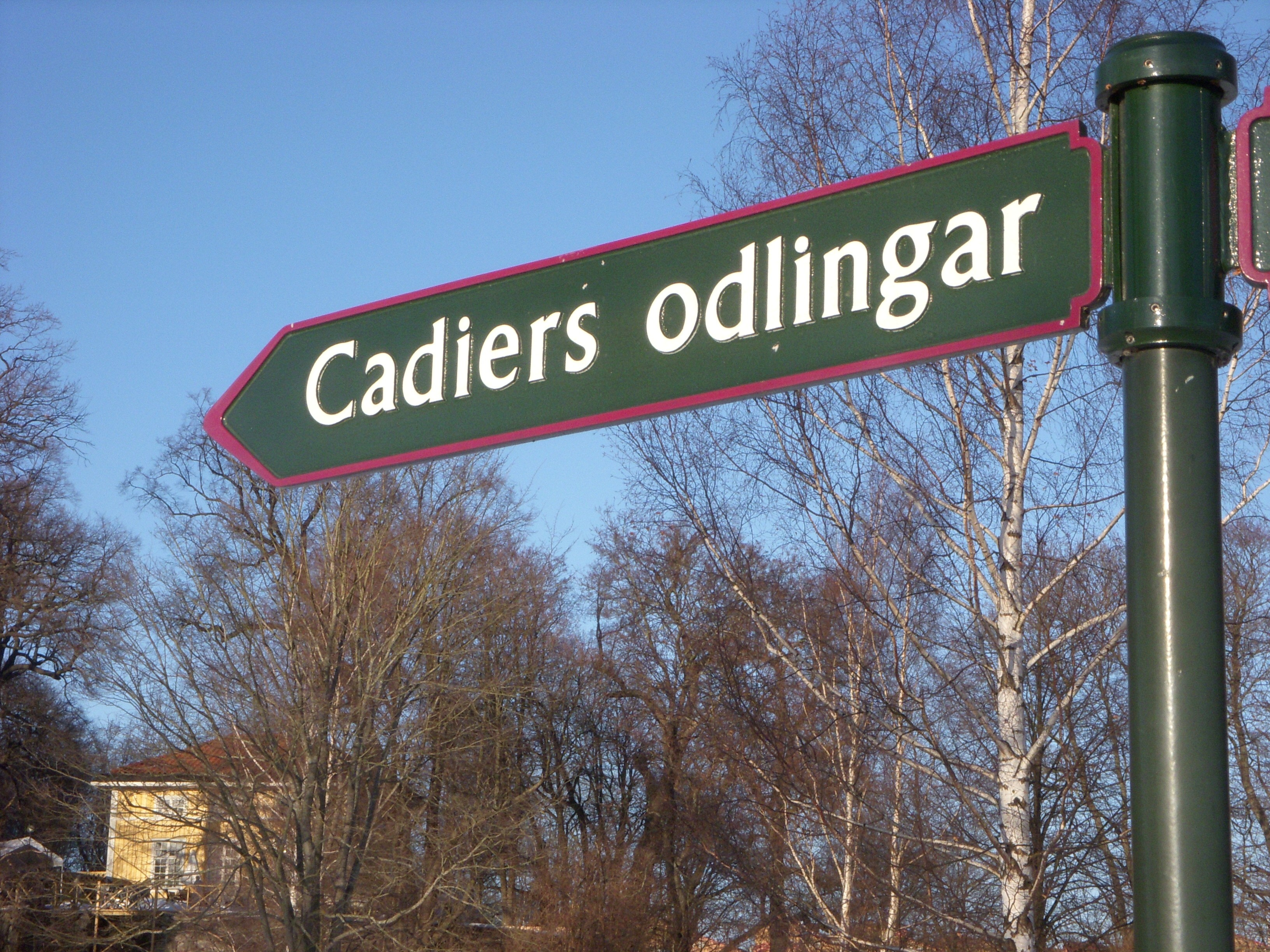
Vägvisaren till Cadiers odlingar.

Cadiers odlingar kallas resterna av en förvildad trådgårdsanläggning i Tivoliparken i Solna. 
Namnet härrör från en tidigare arrendator av Bergshamra och Tivoli; Jean-François Régis Cadier. Han var framgångsrik krögare och grundare av Grand Hôtel i Stockholm. Anläggningen anlades under 1800-talets andra hälft och existerade som handelsträdgård fram till 1930-talet. Resterna av dessa odlingar finns fortfarande kvar på terrasserna längs Tivolibergets skyddande södersluttning mot Brunnsviken. 

## Historik
Odlingen anlades av Régis Cadier under 1800-talets andra hälft för att erhåller färska lantprodukter till sina restauranger. Cadier var född i Frankrike och utbildad kock och hotellman, invandrad till Sverige 1852. Han drev bland annat Hôtel Rydberg och Grand Hôtel, båda i Stockholm. Han bedrev även ett mönstergillt jordbruk och byggde en svingård i Brunnsvikens innersta vik, på vägen till Tivoli. Cadier bodde själv på Tivoli under somrarna fram till sin död 1890, hans änka Caroline bodde kvar till 1902. Den gamla trädgårdsanläggningen från krögaren Cadiers tid utnyttjades sedermera som handelsträdgård fram till 1930-talet.
Av trädgårdsanläggningen finns idag en tredubbel rad med äppelträd och spår efter andra trädgårdsodlingar. Cadiers odlingar har efter hand blivit koloniserade av andra växter, bland annat av balkanbolltisteln (Echinops exaltatus) som här intagit stora arealer. Det finns även rester av bebyggelse med anknytning till odlingen, bland annat tegelväggar och järnstommen till ett växthus.

## Bilder

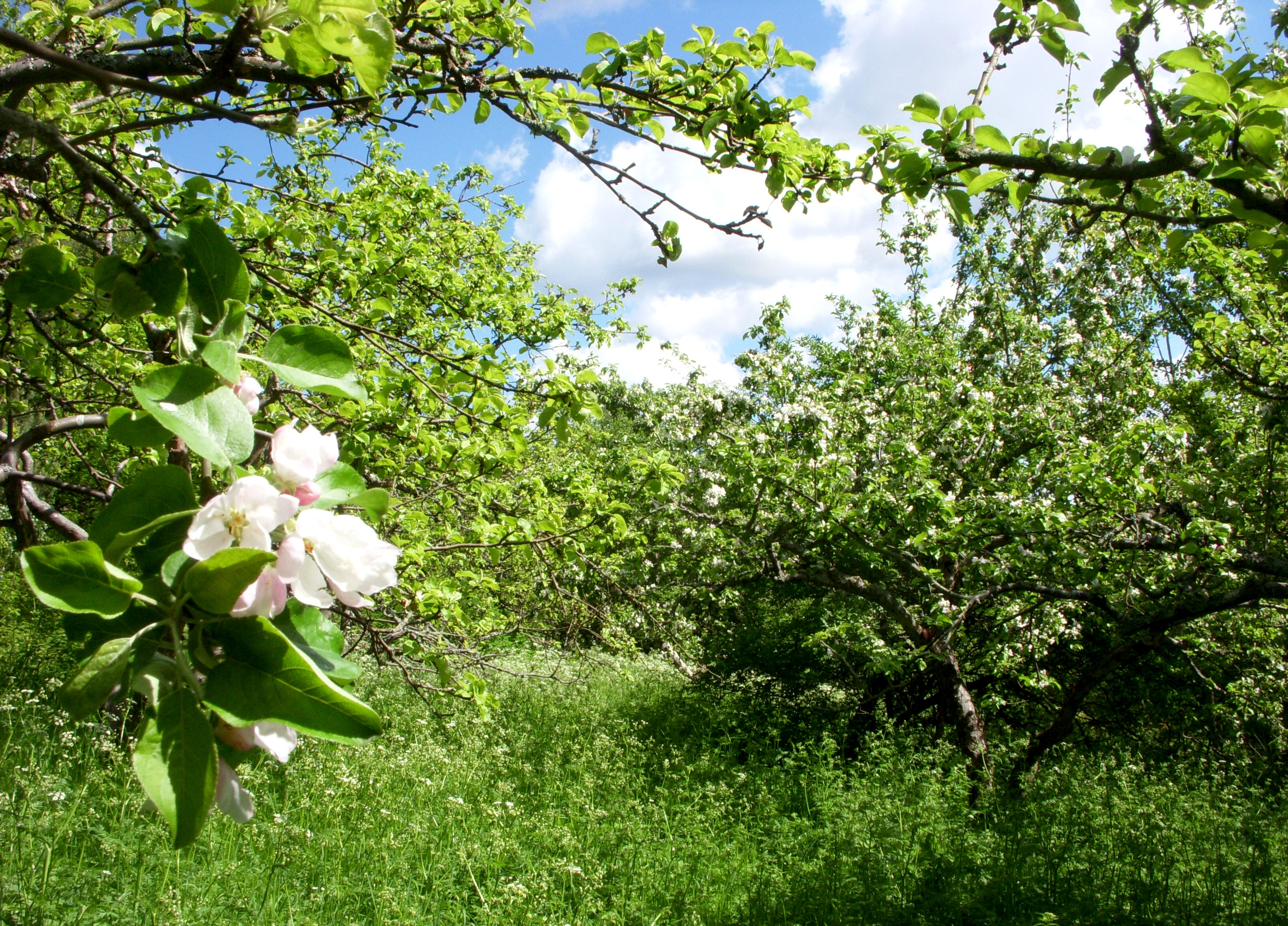
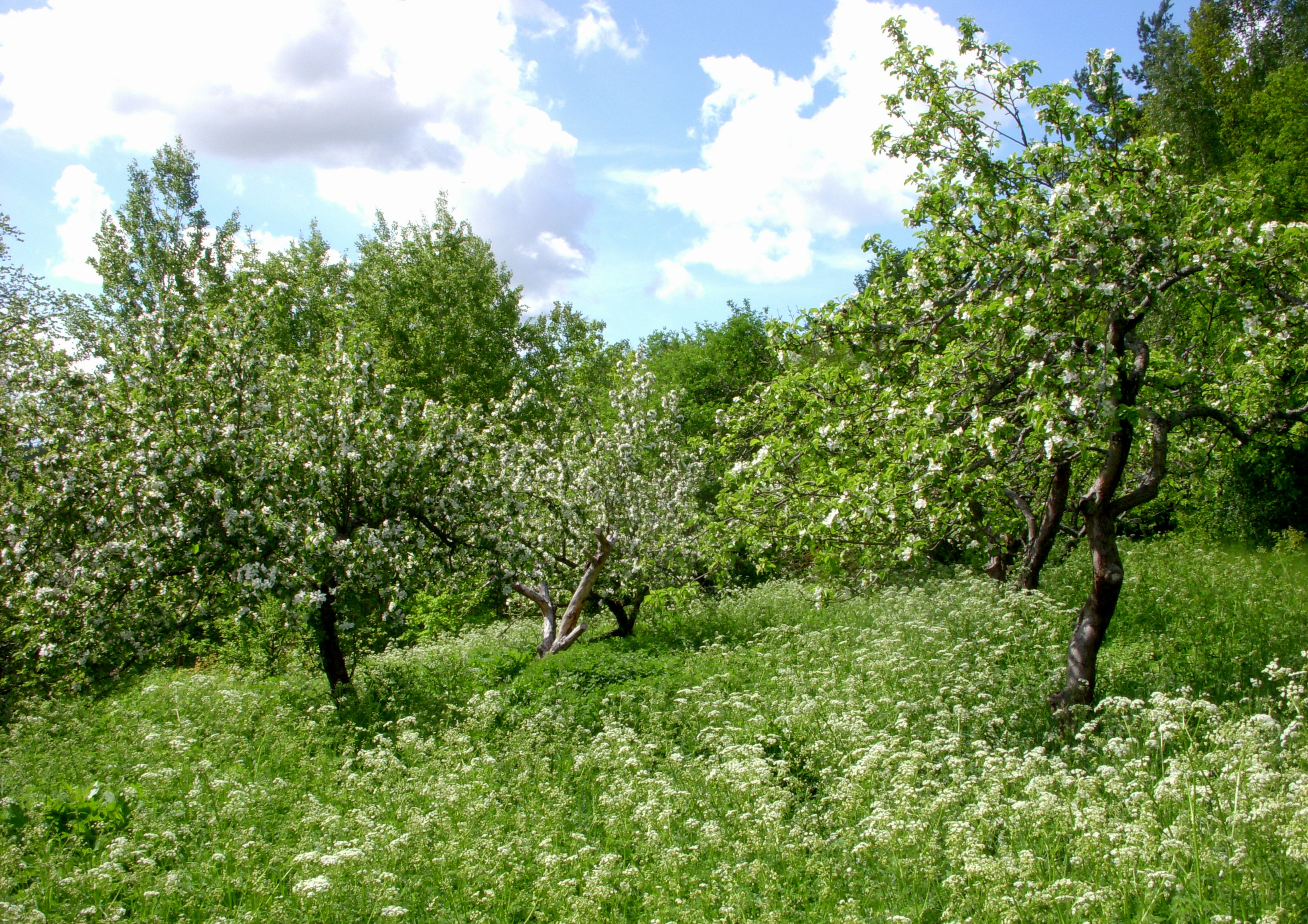
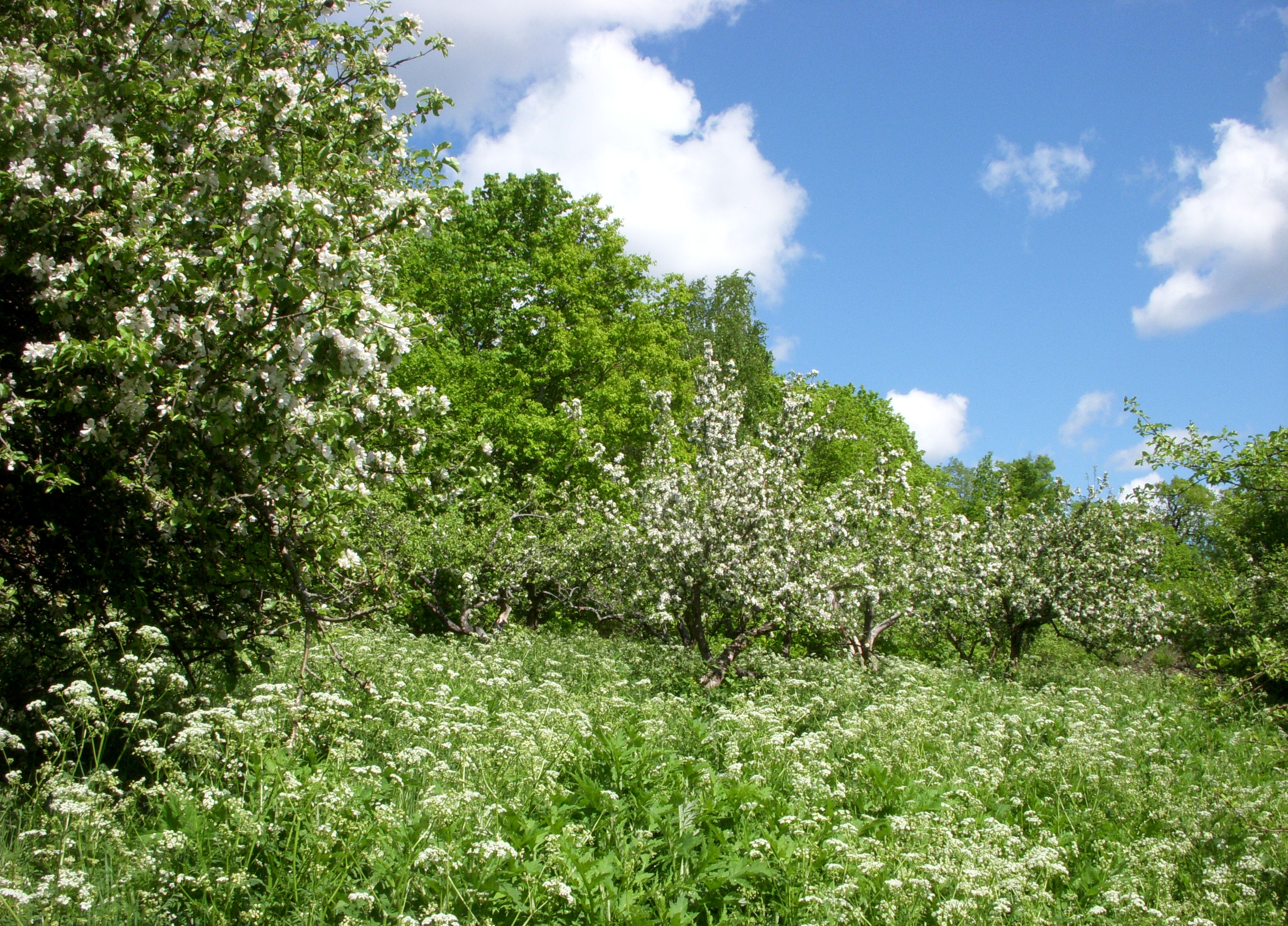
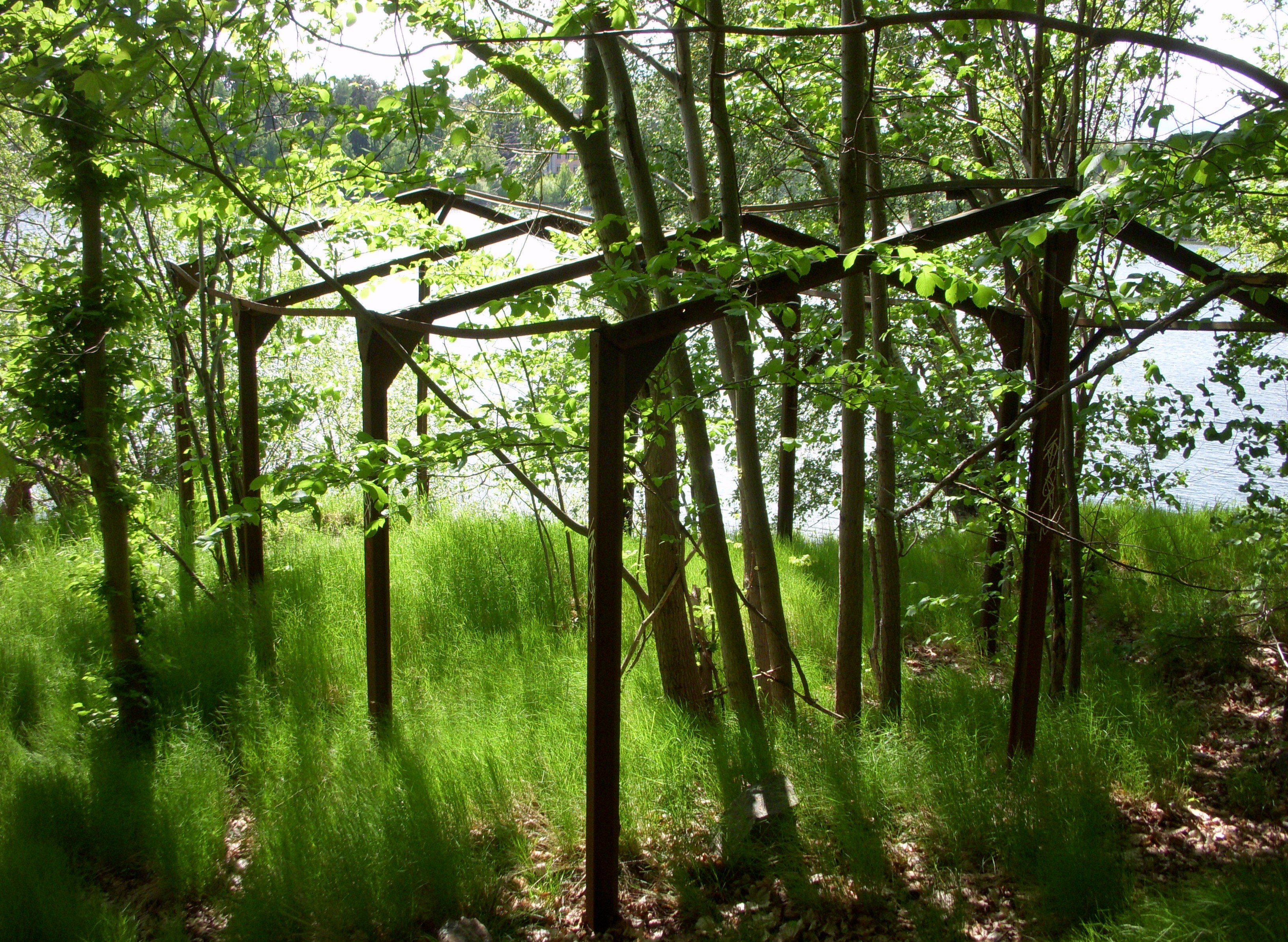